# Pivonice (Pohorská Ves)
Pivonice (německy Piberschlagl) jsou zaniklá osada a katastrální území obce Pohorská Ves v okrese Český Krumlov. Nacházela se jeden kilometr jihovýchodně od Pohorské Vsi, v Novohradských horách, v blízkosti rybníka Pivoňka na pravostranném přítoku Pohořského potoka a na severozápadním svahu Pivonických skal v nadmořské výšce 785 metrů. Náleží do přírodního parku Novohradské hory.

## Historie
První písemná zmínka o osadě pochází z roku 1541. V roce 1910 zde stálo 51 domů, v nichž žilo 360 obyvatel (z toho dva české národnosti).

## Obyvatelstvo
|           | 1869 | 1880 | 1890 | 1900 | 1910 | 1921 | 1930 |
| --------- | ---- | ---- | ---- | ---- | ---- | ---- | ---- |
| Obyvatelé | 100  | 198  | 235  | 252  | 197  | .    | 233  |
| Domy      | 12   | 20   | 26   | 29   | 25   | 28   | 32   |

## Katastrální území
Katastrální území Pivonice u Pohorské Vsi má výměru 20,49 km² a nacházejí se v něm Pohorská Ves, osady Javory, Žofín, Terčí Dvůr, zaniklé osady Terčí Huť, Zlatá Ktiš, dále Huťský rybník, vrcholy Pivonické skály, Stříbrný vrch a Točník a národní přírodní rezervace Žofínský prales.